# 아산향교
아산향교(牙山鄕校)는 대한민국 충청남도 아산시 영인면에 있는 조선시대의 향교이다. 1997년 12월 23일 충청남도의 기념물 제114호로 지정되었다.

## 개요
향교는 공자와 여러 성현께 제사를 지내고 지방민의 교육과 교화를 위해 나라에서 세운 교육기관이다.
아산향교는 처음 지은 연대는 알 수 없고, 조선 선조 8년(1575) 아산리 동쪽 향교골에서 지금 있는 자리로 옮겨 지었고, 고종 1년(1864)에 수리하였다.
지금 남아 있는 건물은 대성전, 명륜당, 내삼문, 외삼문 등이다.
대성전은 제사지내는 공간으로 앞면 3칸·옆면 2칸 규모이다. 지붕은 옆면에서 볼 때 사람 인(人)자 모양인 맞배지붕이고, 지붕 처마를 받치기 위해 장식하여 만든 공포는 새 날개 모양인 익공 양식으로 꾸몄다. 안에는 공자를 비롯하여 중국과 우리나라 성현들의 위패를 모시고 있다. 명륜당은 학생들이 모여 공부하는 강당으로, 앞면 3칸·옆면 2칸에 지붕은 맞배지붕이다.
조선시대에는 나라에서 토지와 노비·책 등을 지원받아 학생들을 가르쳤으나, 지금은 교육 기능은 없어지고 제사 기능만 남아 있다.

## 참고 자료
- 아산향교 - 국가유산청 국가유산포털